# Mount Hermon (Nueva Jersey)
Mount Hermon es un lugar designado por el censo ubicado en el condado de Warren en el estado estadounidense de Nueva Jersey. En el año 2010 tenía una población de 141 habitantes.

## Geografía
Mount Hermon se encuentra ubicado en las coordenadas 40°55′29.62″N 74°59′38.89″O / 40.9248944, -74.9941361.